# 특성류
대수적 위상수학에서 특성류(特性類, 영어: characteristic class)는 주다발의 위상수학적인 성질을 나타내는 코호몰로지 류이다.

## 정의
{\displaystyle G}가 위상군이라고 하자. 위상 공간의 범주를 {\displaystyle \mathbf {Top} }, 집합의 범주를 {\displaystyle \mathbf {Set} }라고 하자. 함자 {\displaystyle b_{G}\colon \mathbf {Top} \to \mathbf {Set} ^{\text{op}}}를 위상 공간 {\displaystyle X}를 그 위에 존재하는 {\displaystyle G}-주다발들(의 동형류들)의 집합으로 대응시키는 함자로 정의하자. 이는 반변함자를 이룬다. 또한, 코호몰로지 {\displaystyle H^{\bullet }} 또한 함자 {\displaystyle H^{\bullet }\colon \mathbf {Top} \to \mathbf {Set} ^{\text{op}}}로 생각할 수 있다. (코호몰로지는 환의 구조를 가지지만, 여기서는 그 구조를 잊는다.)
특성류 {\displaystyle c}는 자연변환 {\displaystyle c\colon b_{G}\implies H^{\bullet }}이다. 즉, 각 주다발 {\displaystyle P}에 코호몰로지류 {\displaystyle c(P)}를 대응시키고, 이는 연속함수 {\displaystyle f\colon X\to Y}에 대해 {\displaystyle c(f^{*}P)=f^{*}c(P)}를 만족시킨다.

## 분할 원리
특성류들은 분할 원리(영어: splitting principle)를 사용하여, 일종의 다항식으로 나타낼 수 있다. 공간 {\displaystyle X} 위에 {\displaystyle n}차원 복소 벡터다발 {\displaystyle E}가 주어지면, 여기에 임의의 코쥘 접속 {\displaystyle A}를 주어 그 곡률
{\displaystyle F=dA+A\wedge A\in \Omega ^{2}(X)\otimes _{\mathbb {R} }{\mathfrak {u}}(n)}
를 계산할 수 있다. 이는 리 대수 {\displaystyle {\mathfrak {u}}(n)}값을 갖는 2차 미분형식들이다. (짝수차 미분형식들은 가환환을 이루므로 행렬을 정의할 수 있다.) {\displaystyle {\mathfrak {u}}(n)}은 {\displaystyle n\times n} 반에르미트 행렬들로 이루어져 있으므로, 이 행렬의 고윳값들을 정의하자.
{\displaystyle iF=g\operatorname {diag} (x_{1},x_{2},\dots ,x_{n})g^{-1}}
여기서 {\displaystyle g}는 접속에 따라 달라지는 유니터리 행렬이다. 그러나 고윳값 {\displaystyle \{x_{1},\dots ,x_{n}\}\in \Omega ^{2}(X)}들의 코호몰로지 류들은 접속에 상관없이 불변임을 보일 수 있다 (천-베유 정리). 복소 벡터다발의 모든 특성류들은 이 {\displaystyle \{x_{1},\dots ,x_{n}\}}들의 다항식으로 나타낼 수 있다 (분할 원리). 예를 들어, 천 지표는
{\displaystyle \operatorname {ch} (E)=\sum _{i=1}^{n}\exp(x_{i})}
천 특성류는
{\displaystyle c(E)=\sum _{i=1}^{n}c_{i}(E)=\prod _{i=1}^{n}(1+x_{i})}
오일러 특성류는
{\displaystyle e(E)=\prod _{i=1}^{n}x_{i}}
토드 특성류는
{\displaystyle \operatorname {Td} (E)=\prod _{i=1}^{n}{\frac {x_{i}}{1-\exp(-x_{i})}}}
이다.
실수 벡터 다발의 특성류의 경우, 일부는 그 복소화의 특성류로 정의할 수 있다. 예를 들어, 폰트랴긴 특성류나 디랙 종수(Dirac genus)는 이렇게 정의할 수 있다. 그렇지만 일반적으로 슈티펠-휘트니 특성류(Stiefel–Whitney class)는 그렇지 않다.

## 예
- 천 특성류
- 폰트랴긴 특성류
- 슈티펠-휘트니 특성류 (Stiefel–Whitney class)
- 오일러 특성류 (Euler class)
- 토드 특성류
- 디랙 종수 (Dirac genus) (또는 Â-종수라고도 불림)

## 같이 보기
- 오일러 지표
- 천 특성류

## 참고 문헌
- 권영현; 윤달선. 《현대 기하학 입문》. 서울: 경문사. ISBN 89-7282-535-2. 2021년 10월 28일에 원본 문서에서 보존된 문서. 2013년 7월 18일에 확인함.
- 조용승 (2012). 《지표이론》. 경문사. ISBN 978-89-6105-622-9. 2014년 11월 12일에 원본 문서에서 보존된 문서. 2013년 8월 26일에 확인함.
- Milnor, John W.; James D. Stasheff (1974). 《Characteristic classes》. Annals of Mathematics Studies (영어) 76. Princeton University Press. ISBN 0-691-08122-0.
- Schneiders, Jean-Pierre. 《Introduction to characteristic classes and index theory》 (PDF). Téxtos de Matemática (영어) 13. Lisboa: Universidade de Lisboa. ISBN 972-8394-12-8.
- Nakahara, Mikio (2003년 6월 4일). 《Geometry, Topology and Physics》 (영어) 2판. Taylor & Francis. doi:10.1201/9781420056945. ISBN 978-0-7503-0606-5.